# Parhoplognathus maculatus
Parhoplognathus maculatus är en skalbaggsart som beskrevs av Hippolyte Louis Gory 1833. Parhoplognathus maculatus ingår i släktet Parhoplognathus och familjen Rutelidae. Inga underarter finns listade i Catalogue of Life.